# Chi Ốc anh vũ
Chi Ốc anh vũ (danh pháp khoa học: Nautilus) là một chi động vật chân đầu (Cephalopoda) thuộc họ Ốc anh vũ (Nautilidae). Các loài trong chi này khác đáng kể về mặt hình thái so với các họ hàng của chúng trong chi Allonautilus.

## Các loài
- Nautilus belauensis: Ốc anh vũ Palau
- †Nautilus clarkanus
- †Nautilus cookanum
- Nautilus macromphalus: Ốc anh vũ New Caledonia
- Nautilus pompilius (loài điển hình): Ốc anh vũ
  - Nautilus pompilius pompilius
  - Nautilus pompilius suluensis
- †Nautilus praepompilius
- Nautilus stenomphalus: Ốc anh vũ đốm trắng

## Hình ảnh

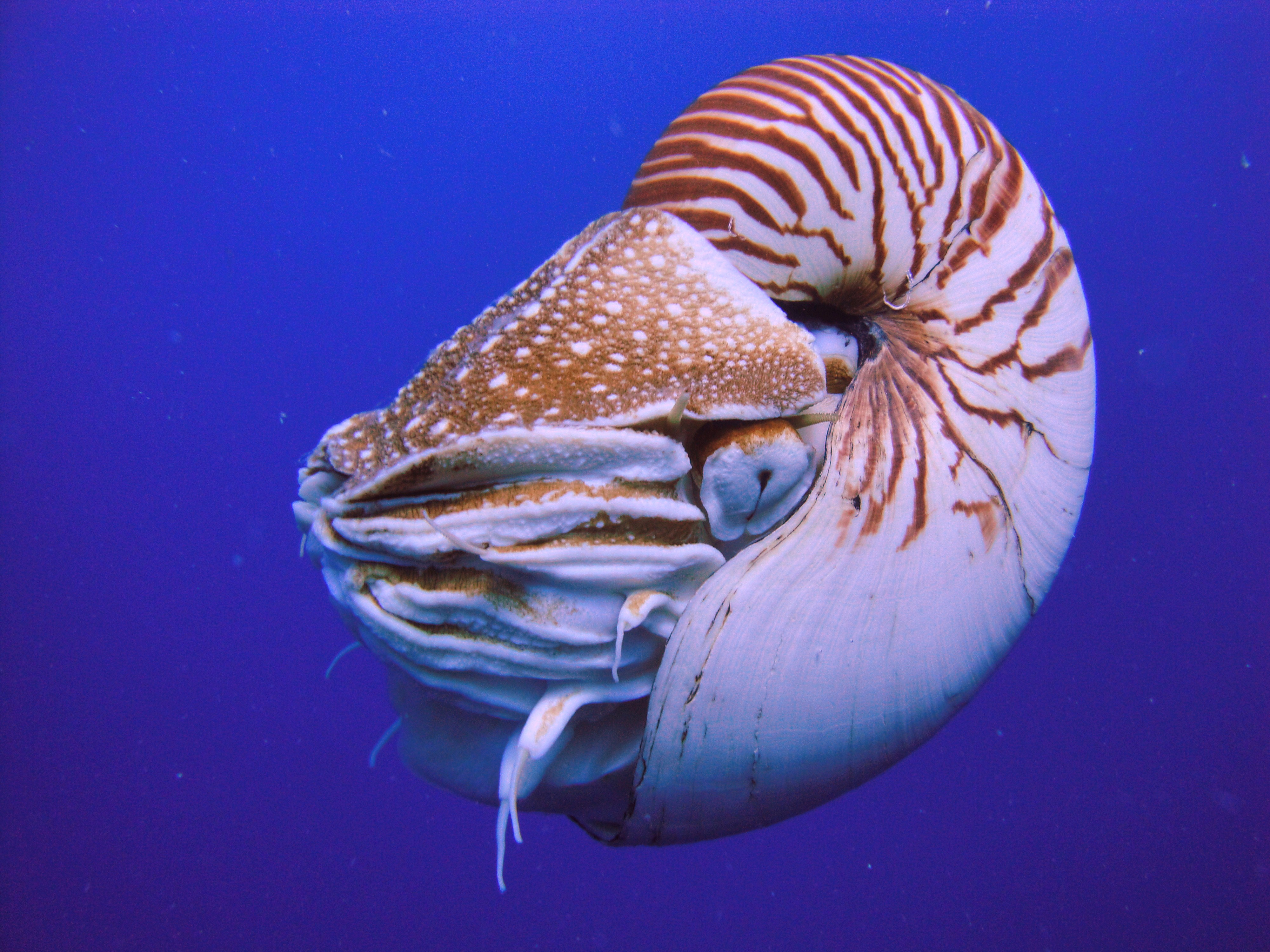
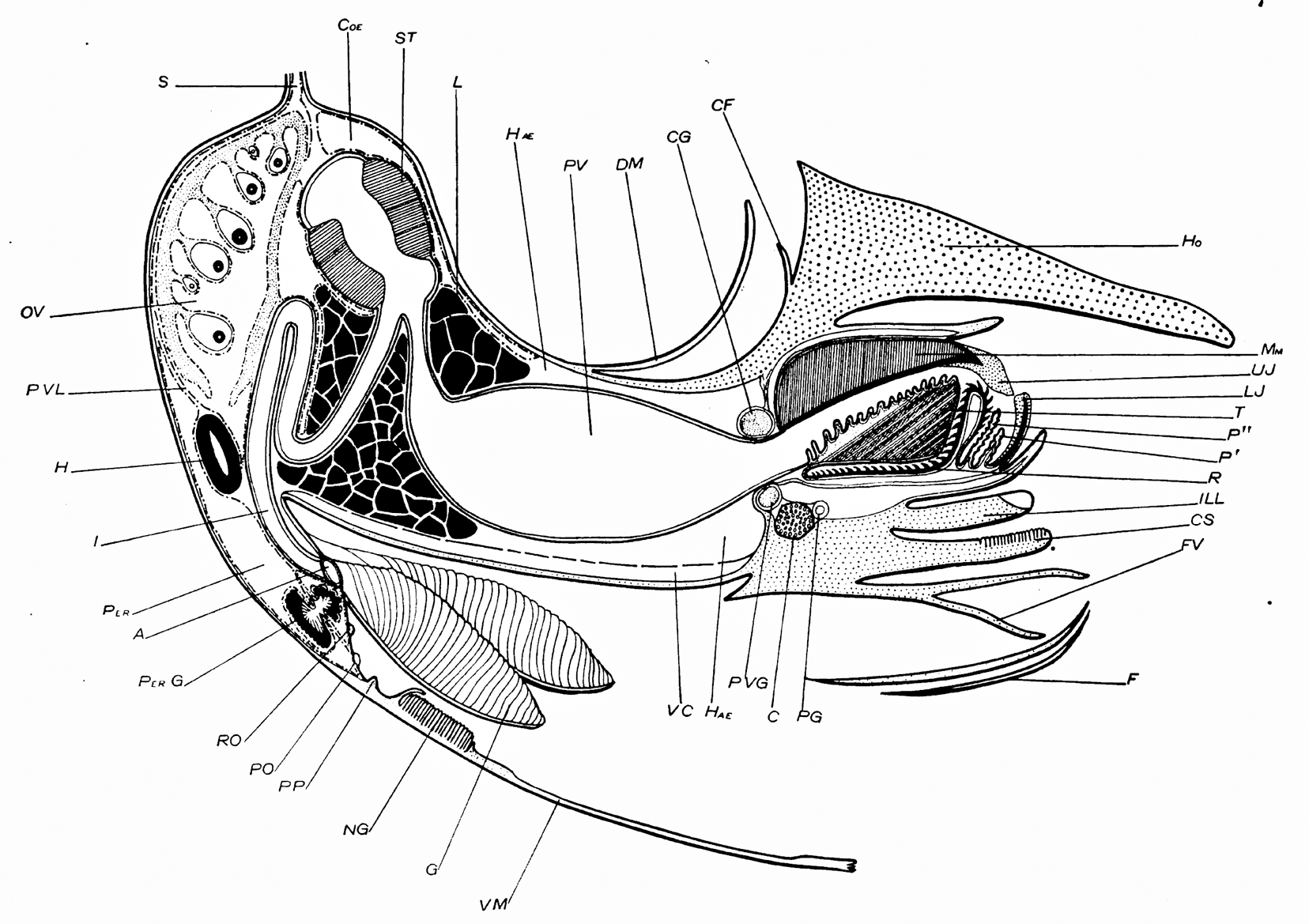
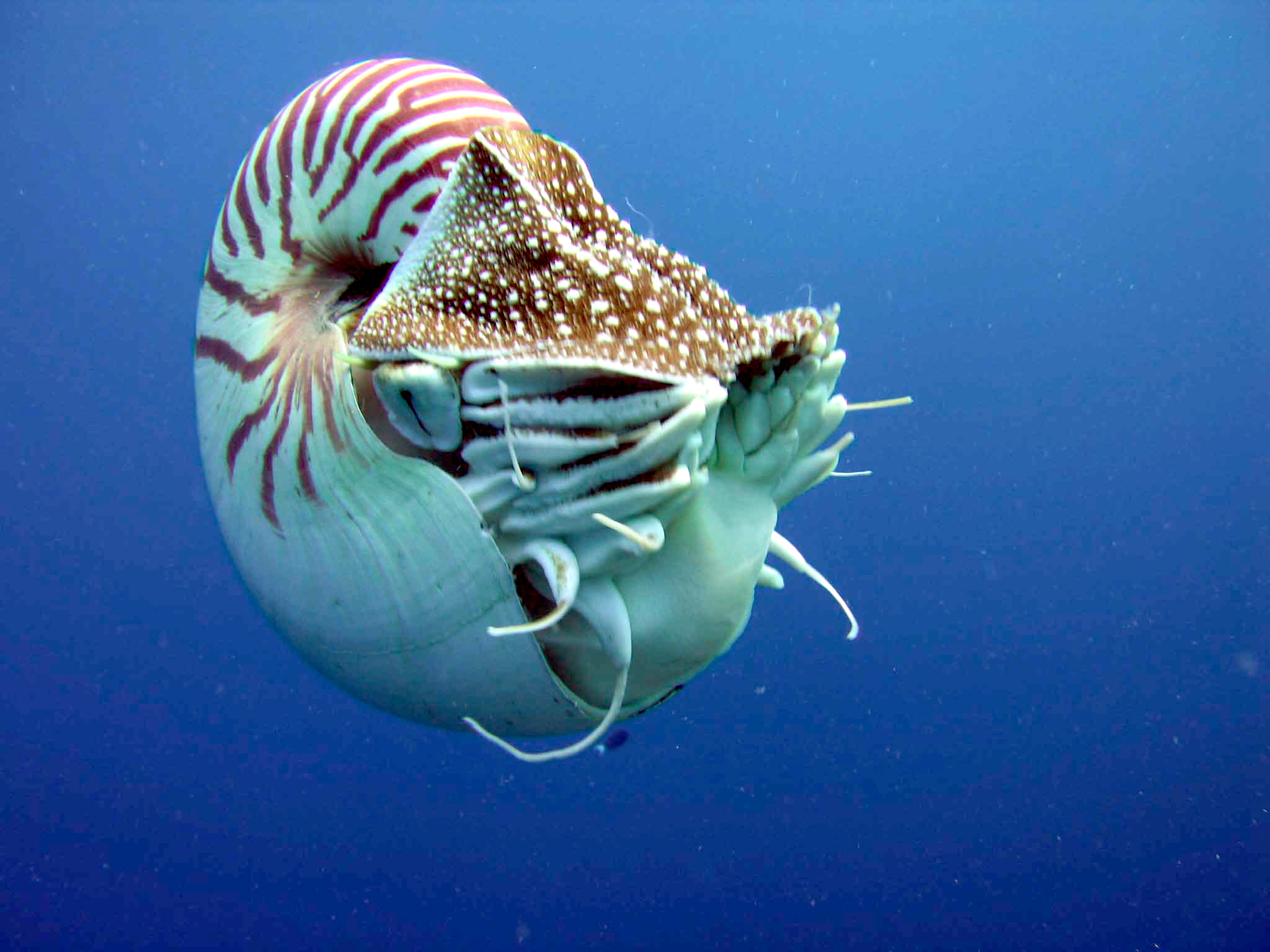
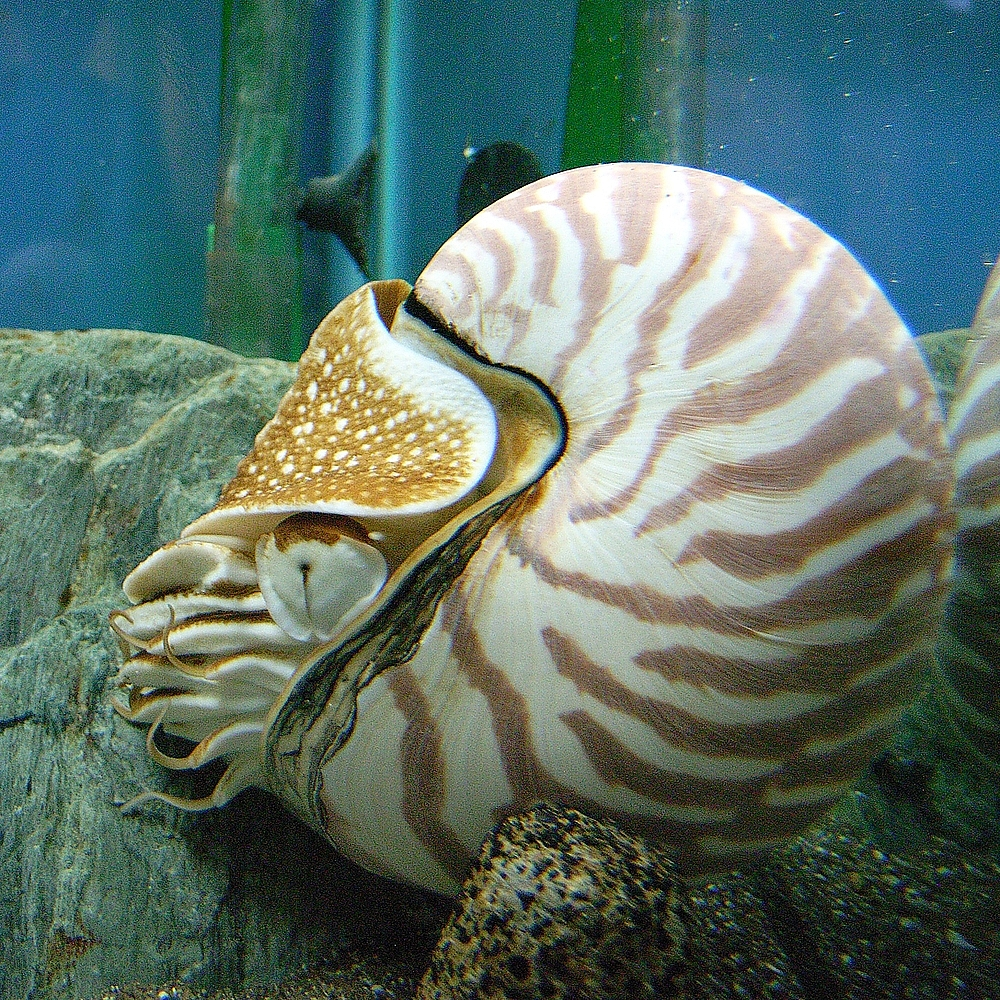